# Achaion Limen
Achaion Limen (în greacă veche Ἀχαιῶν λιμήν) a fost un oraș port din Eolia antică.
Site-ul său este situat în apropiere de Haci Ahmet Agha,  Turcia asiatică.